# Guilherme II de Narbona
Guilherme II de Narbona foi visconde de Narbona entre 1397 e 1424.